# 卡索拉-瓦尔塞尼奥
卡索拉-瓦尔塞尼奥（義大利語：Casola Valsenio），是意大利拉韦纳省的一个市镇。总面积84.4平方公里，人口2782人，人口密度33.0人/平方公里（2009年）。ISTAT代码为039005。